# Вайнахская демократическая партия
Вайнахская демократическая партия (сокращённо ВДП) (чеч. Vaynexan Demokratan Cẋanqetaralla, Вайнехан Демократан Цхьанкхетаралла) — политическая партия, возглавляемая чеченской интеллигенцией, существовавшая в Чеченской Республике Ичкерия с 1990 по 1993 год и выступавшая за независимость Чечни и Ингушетии от СССР.

## История
С введением реформистской политики перестройки и гласности советским лидером Михаилом Горбачёвым в середине 1980-х годов люди получили свободу слова. После таких реформ в СССР среди населения Чечни активизировались националистические настроения, и чеченцы начали заявлять о своих правах. По всей Чечне начали появляться различные неформальные группы и общественные организации одной из которых была Вайнахская демократическая партия.
ВДП была образована на основе созданного в конце июля 1989 года общественного объединения «Единство» (чеч. Барт) 5 мая 1990 года. Её лидером стал писатель и общественный деятель Зелимхан Яндарбиев. Партия выступала против идеологии коммунизма и за создание независимой от СССР демократической Чечни.
На учредительном съезде ВДП состоявшегося 5 мая 1990 года присутствовало 97 делегатов и около 50 гостей. Съезд работал более 9 часов, были приняты Устав и Программа партии, а также резолюция и декларация.
Лидеры ВДП входили в число организаторов Общенационального съезда чеченского народа в ноябре 1990 года. Позже они вошли в исполком Общенационального конгресса чеченского народа (ОКЧН).
С осени 1990 по лето 1991 года ВДП являлась ведущей оппозиционной партией, выступавшей против партийно-советского руководства ЧИР. Также эта партия играла роль главной политической силы и идеологического центра движения ОКЧН.
В октябре 1991 года ВДП выдвинула на пост президента Чеченской Республики Ичкерия Джохара Дудаева.
По итогам выборов 27 октября 1991 года 12 из 41 депутатов Парламента были представителями ВДП.
Третий съезд ВДП в октябре 1992 года выявил противоречия в руководстве и среди членов этой партии. Часть участников съезда выступила с резкой критикой кадровой политики президента Дудаева.
На 1993 год в партии состояли около 3000 человек.
В феврале 1993 года в ВДП фактически произошел раскол: большая часть активистов партии во главе с первым заместителем председателя ВДП Идрисом Асхабовым выступила против политики Джохара Дудаева и потребовала смещения Зелимхана Яндарбиева.
ВДП была распущена в 1993 году.

## Описание партии
Название партии происходит от слова вайнах, обозначающего носителей нахских языков: народов Чечни и Ингушетии.
Партия выступала против идеологии коммунизма и за независимость Чечни и Ингушетии от СССР.
Самыми видными членами партии были её глава — Зелимхан Яндарбиев и общественный деятель Саид-Хасан Абумуслимов.